# Kirti Sri Rajasinha
Kirti Sri Rajasinha (1734 - 2 janvier 1782) est un roi du royaume de Kandy, dans l'actuel Sri Lanka. Prince de la dynastie Nayak de Madurai au Tamil Nadu il est le frère de l'épouse de  Vijaya Rajasinha à qui il succède sur le trône à sa mort.